# Академическая гребля на летних Олимпийских играх 1908 — одиночки
Соревнования по академической гребле в одиночках среди мужчин на летних Олимпийских играх 1908 года прошли с 28 по 31 июля в гребном центре в Хенли-он-Темс, где ежегодно проводятся соревнования Королевской регаты. Дистанция олимпийской трассы составила 1,5 мили. В соревновании приняли участие 9 спортсменов из 6 стран. От каждой страны в соревнованиях могли принять участие не более 2 спортсменов.
Действующий олимпийский чемпион американец Фрэнк Грир не участвовал в соревнованиях.
Олимпийским чемпионом 1908 года стал британец Гарри Блэкстафф, победивший в финальном заезде своего соотечественника Александра Маккаллоха. Обладателями бронзовых наград стали немец Бернард фон Газа и гребец из Венгрии Карой Левицки. Тем не менее доподлинно неизвестно вручались ли на Играх какие-нибудь иные медали, кроме золотых. 
На Играх 1908 года гребцы из Венгрии дебютировали в олимпийских соревнованиях по академической гребле.

## Призёры
| Золото                         | Серебро                            | Бронза                    |
| Гарри Блэкстафф Великобритания | Александр Маккаллох Великобритания | Бернард фон Газа Германия |
| Гарри Блэкстафф Великобритания | Александр Маккаллох Великобритания | Карой Левицки Венгрия     |

## Расписание
| Дата    | Раунд          |
| ------- | -------------- |
| 28 июля | Первый раунд   |
| 29 июля | Четвертьфиналы |
| 30 июля | Полуфиналы     |
| 31 июля | Финал          |

## Результаты

### Первый раунд
Победитель заезда проходил в четвертьфинал соревнований, а проигравший гребец выбывал из борьбы за медали.
| Место | Спортсмен        | Страна   | Время  | Отставание | Примечания |
| ----- | ---------------- | -------- | ------ | ---------- | ---------- |
| 1     | Бернард фон Газа | Германия | 9:35,0 | +0,0       | QF         |
| 2     | Эрнё Киллер      | Венгрия  | DNF    | DNF        |            |

### Четвертьфинал
Победитель каждого заезда проходил в полуфинал соревнований. Все остальные гребцы выбывали из борьбы за медали.
Заезд 1
Со старта заезда в лидеры выбился Лу Скоулз, но уже к середине дистанции вперёд вырвался Бернард фон Газа, который в итоге уверенно выиграл заезд, опередив канадского гребца на полторы длины лодки.
| Место | Спортсмен        | Страна   | Время         | Отставание    | Примечания |
| ----- | ---------------- | -------- | ------------- | ------------- | ---------- |
| 1     | Бернард фон Газа | Германия | 9:47,0        | +0,0          | QF         |
| 2     | Лу Скоулз        | Канада   | полторы длины | полторы длины |            |

Заезд 2
| Место | Спортсмен      | Страна  | Время      | Отставание | Примечания |
| ----- | -------------- | ------- | ---------- | ---------- | ---------- |
| 1     | Карой Левицки  | Венгрия | 10:08,0    | +0,0       | QF         |
| 2     | Джино Кьябатти | Италия  | неизвестно | неизвестно |            |

Заезд 3
По ходу заезда Уолтер Боулер дважды врезался в ограждения на дистанции. После первого раза Гарри Блэкстафф остановился и дождался, когда соперник вернется на трассу, но после второго столкновения Боулер не смог продолжить заезд и Блэкстафф был вынужден финишировать в одиночестве.
| Место | Спортсмен       | Страна         | Время   | Отставание | Примечания |
| ----- | --------------- | -------------- | ------- | ---------- | ---------- |
| 1     | Гарри Блэкстафф | Великобритания | 10:03,0 | +0,0       | QF         |
| 2     | Уолтер Боулер   | Канада         | DNF     | DNF        |            |

Заезд 4
| Место | Спортсмен           | Страна         | Время      | Отставание | Примечания |
| ----- | ------------------- | -------------- | ---------- | ---------- | ---------- |
| 1     | Александр Маккаллох | Великобритания | 10:08,0    | +0,0       | QF         |
| 2     | Жозеф Эрманс        | Бельгия        | неизвестно | неизвестно |            |

### Полуфинал
Победитель каждого заезда проходил в финал соревнований. Проигравшие гребцы становились обладателями бронзовых медалей.
Заезд 1
В первом полуфинальном заезде борьбы не получилось. Хозяин соревнований Александр Маккаллох уверенно выиграл гонку и вышел в финал соревнований.
| Место | Спортсмен           | Страна         | Время      | Отставание | Примечания |
| ----- | ------------------- | -------------- | ---------- | ---------- | ---------- |
| 1     | Александр Маккаллох | Великобритания | 10:22,0    | +0,0       | F          |
| 2     | Карой Левицки       | Венгрия        | неизвестно | неизвестно | 3          |

Заезд 2
Начало заезда прошло в равной борьбе, но по ходу дистанции, у дома священника, Бернард фон Газа остановился и не смог продолжить борьбу. В результате Блэкстафф заканчивал заезд в одиночку и практически без борьбы обеспечил себе место в финале.
| Место | Спортсмен        | Страна         | Время   | Отставание | Примечания |
| ----- | ---------------- | -------------- | ------- | ---------- | ---------- |
| 1     | Гарри Блэкстафф  | Великобритания | 10:14,0 | +0,0       | F          |
| 2     | Бернард фон Газа | Германия       | DNF     | DNF        | 3          |

### Финал
В финальном заезде сошлись два британских гребца: 39-летний Гарри Блэкстафф и 20-летний Александр Маккаллох. Со старта вперёд ушёл Блэкстафф, совершавший 35 гребков в минуту. По ходу заезда вперёд вырывался то один, то другой гребец. На второй половине дистанции Блэкстафф сумел немного оторваться от Маккалоха, и даже мощный финишный рывок молодого британца, не помог ему догнать титулованного Блэкстаффа.
| Место | Спортсмен           | Страна         | Время      | Отставание |
| ----- | ------------------- | -------------- | ---------- | ---------- |
| 1     | Гарри Блэкстафф     | Великобритания | 9:26,0     | +0,0       |
| 2     | Александр Маккаллох | Великобритания | неизвестно | неизвестно |